# Ejercicio isométrico

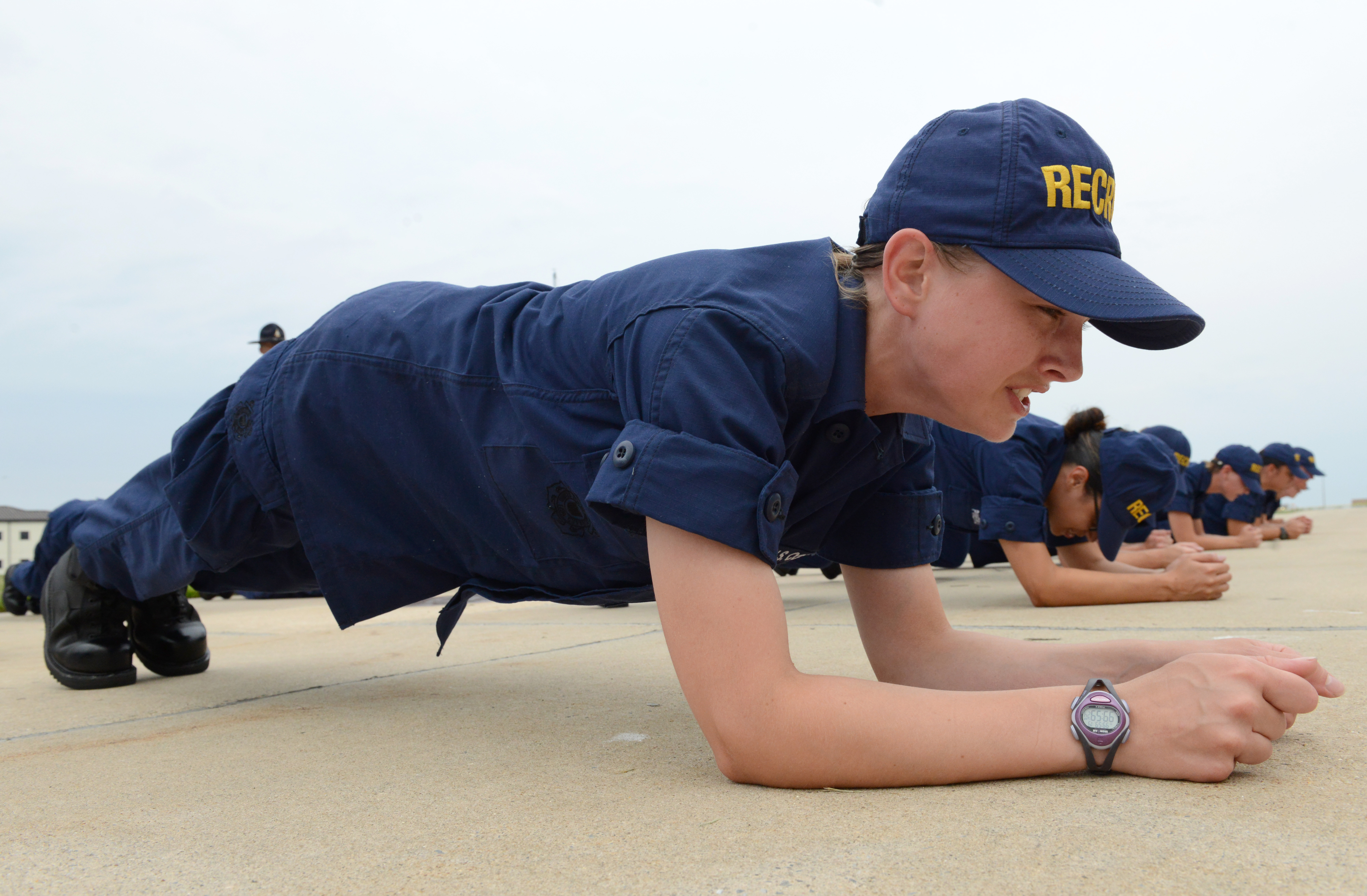
La plancha es un ejemplo de ejercicio isométrico.

Ejercicio isométrico hace referencia a la tensión de un músculo y su mantenimiento en una posición estacionaria al tiempo que se mantiene la tensión.
Los ejercicios isométricos son especialmente útiles para personas que se están recuperando de lesiones que limiten el rango de movimientos.
Puede llamarse también ejercicio isométrico a aquel en el cual se aplica una fuerza a un objeto que opone resistencia. Un ejemplo es empujar contra una pared de ladrillos, aunque existe una acumulación de tensión en los músculos, no hay movimiento real.